# خوزنكلا
خوزنكلا هي قرية في مقاطعة كرج، إيران. يقدر عدد سكانها بـ 753 نسمة بحسب إحصاء 2016.